# Kepler-70
Kepler-70 (auch KIC 05807616, KPD 1943+4058, KOI-55) ist ein Stern im Sternbild Schwan mit einer scheinbaren visuellen Helligkeit von 14,9 mag in einer Entfernung von rund 3600 Lichtjahren. Es handelt sich um einen heißen B-Unterzwerg, der seine Phase als Roter Riese vor rund 18 Millionen Jahren beendet hat. Der Stern wird möglicherweise von zwei oder mehr Exoplaneten umkreist.

## Planetensystem
Im Jahr 2011 wurde die Entdeckung von zwei Planeten in einer sehr engen Umlaufbahn um den Stern bekanntgegeben. Die beiden Planeten Kepler-70 b und Kepler-70 c haben Massen von vermutlich weniger als einer Erdmasse und umkreisen ihn in nur 5,76 bzw. 8,23 Stunden in einem (projizierten) Abstand von 0,0060 bzw. 0,0076 AE. Die Planeten wurden in Daten des Kepler-Weltraumteleskops indirekt durch Schwankungen der Pulsationsperiode des Sterns nachgewiesen, wobei die Helligkeitsänderungen von weniger als 0,01 % durch von den Planeten reflektiertes Sternlicht verursacht werden.
Die beiden Planeten wären insofern bemerkenswert, als dass sie die Rote-Riesen-Phase des Sterns eigentlich nicht überlebt haben dürften. Den gängigen Modellen zufolge werden Planeten, die ihren Stern in weniger als etwa 1 AE umkreisen, von ihm verschluckt, wenn er sich zu einem Roten Riesen aufbläht.
Den Entdeckern zufolge waren Kepler-70 b und Kepler-70 c Gasriesen wie Jupiter, die ihren Stern ursprünglich auf weiter außen liegenden Bahnen umkreist haben. Als sich der Stern zum Roten Riesen aufblähte, wurden sie von seiner Hülle verschluckt. Dadurch wurden sie abgebremst und immer weiter nach innen gezogen, bis sie schließlich ihre Gashüllen verloren. Zurückgeblieben sind die beobachteten kleinen Kerne aus Gestein. Dieses Szenario wird durch Modellrechnungen bestätigt, denen zufolge die Vorgänger der jetzt beobachteten Planeten Massen von etwa einer Jupitermasse gehabt haben müssen.
Möglicherweise wurde durch den Vorgang auch die Entwicklung des Sterns beeinflusst. Heiße Unterzwerge sind Sterne, die im Kern Helium verbrennen und nur eine sehr dünne Schale aus Wasserstoff besitzen. Normalerweise wird Helium von Roten Riesen fusioniert, die von einer massereichen Wasserstoffhülle umgeben sind. Heiße Unterzwerge wären dann die Kerne von Roten Riesen, die ihre Hülle verloren haben. Das kommt in engen wechselwirkenden Doppelsternsystemen vor, in denen der Begleiter Bahndrehimpuls auf die Hülle des Roten Riesen überträgt, die dadurch beschleunigt wird und abgelöst werden kann. Allerdings sind viele heiße Unterzwerge, so auch Kepler-70, Einzelsterne. In diesem Fall könnten anstelle eines stellaren Begleiters die Planeten die Ablösung der Hülle verursacht haben.
Es kann auch nicht ausgeschlossen werden, dass die beiden Planeten gar keine Überbleibsel des ursprünglichen Systems sind, sondern sich erst danach neu aus dem vom Stern abgestoßenen Material gebildet haben. Allerdings ist fraglich, ob die Zeit von 18 Millionen Jahren dafür ausgereicht hätte. Nach einem weiteren Szenario sind die beiden Planeten Bruchstücke eines einzigen, größeren Gasplaneten, der von der Hülle des Roten Riesen verschluckt und schließlich durch die Gezeitenkräfte des Sterns zerrissen wurde.
Arbeiten der Jahre 2015 und 2019 bezweifeln die Existenz der beiden Planeten und sehen Sternpulsationen als alternative Quelle für die beobachteten Signale an. Die würde insofern passen, da beide Signale für extreme enge Umlaufbahnen um den Stern sprechen würden und die beiden Planeten sich auch extrem nahe wären.
| Planet (Reihenfolge vom Stern aus) | Entdeckt | Masse (Erdmassen) | Radius (Erdradien) | Große Halbachse der Bahn (AU) | Umlaufzeit (Tage) | Bahnneigung (Grad) |
| ---------------------------------- | -------- | ----------------- | ------------------ | ----------------------------- | ----------------- | ------------------ |
| b                                  | 2011     | 0,440             | 0,759              | 0,0060                        | 0,2401            | 65                 |
| c                                  | 2011     | 0,655             | 0,867              | 0,0076                        | 0,3429            | 65                 |

## Anmerkung
1. ↑  Im Entdeckungsartikel von Charpinet et al. werden die beiden Planeten entgegen der Konvention als KOI-55.01 und KOI-55.02 bezeichnet.